# Волица (Камень-Каширский район)
Волица (укр. Волиця) — село в Камень-Каширской городской общине Камень-Каширского района Волынской области Украины.
Население по переписи 2001 года составляет 957 человек. Почтовый индекс — 44533. Телефонный код — 3357. Занимает площадь 2,99 км².

## История
В 1946 году указом ПВС УССР село Вулька-Пневнинская переименовано в Волицу.